# René Touzet (musicien)
 (avril 2025).
Pour les articles homonymes, voir René Touzet et Touzet.
René Touzet (né le 8 septembre 1913 à La Havane et décédé le 15 juin 2003 à Miami) était un pianiste, compositeur, arrangeur et chef d'orchestre cubain, principalement connu pour sa carrière dans la musique jazz et son influence dans le développement du genre du jazz cubain et de la musique latine. Il est également reconnu pour sa contribution au cinéma, à la radio et à la télévision aux États-Unis.

## Jeunesse et débuts
René Touzet est né à La Havane dans une famille d'origine européenne et ayant grandi dans un petit village de pêcheurs, Cojímar. Dès son plus jeune âge, il montre un talent évident pour la musique, apprenant à jouer du piano. Il étudie au conservatoire de La Havane, où il développe ses compétences en musique classique tout en étant profondément influencé par la musique populaire cubaine et le jazz.
Touzet commence à se produire dans des clubs locaux, ce qui attire l'attention de musiciens et de producteurs de musique. Il déménage à New York dans les années 1940, une période durant laquelle la scène jazz était en plein essor et où les influences cubaines commencent à se mélanger avec le jazz américain.

## Carrière musicale
Touzet se distingue par son habileté à fusionner les éléments de la musique classique, du jazz et de la musique cubaine traditionnelle. Il commence sa carrière en tant que pianiste de jazz et arrangeur, travaillant avec des orchestres célèbres et des chanteurs.
Dans les années 1940 et 1950, il devient un membre influent de la scène musicale latine, jouant dans les clubs de jazz de New York, tels que le célèbre Café Society. Il travaille également avec plusieurs grands noms de la musique latine et du jazz, tels que Machito, Tito Puente, et Mario Bauzá.
René Touzet est surtout connu pour ses compositions et arrangements. Il crée une musique qui marie le mambo, le cha-cha-cha et d'autres styles de danse cubains avec des éléments de jazz et de swing. Ses arrangements complexes et ses improvisations au piano sont remarqués pour leur technique et leur originalité.

### Contributions à la musique latine et au jazz cubain
Dans les années 1950, Touzet commence à enregistrer ses propres albums, faisant connaître sa propre vision musicale et attirant l'attention d'un public plus large. Il joue un rôle essentiel dans l'intégration du jazz cubain dans la musique populaire américaine. Ses morceaux, comme Cuban Fantasy et La Conga, sont des exemples notables de son style fusionné, où les rythmes cubains se rencontrent avec la complexité harmonique du jazz.
Touzet travaille également comme arrangeur pour la United Artists, contribuant à des bandes sonores de films hollywoodiens, et se fait un nom dans l'industrie de la musique de films. Sa capacité à combiner les rythmes afro-cubains avec des styles américains a fait de lui une figure clé du développement de la musique latine au sein de l'industrie musicale américaine.

## Vie à Miami et dernière partie de sa carrière
Dans les années 1960, Touzet émigre à Miami en raison de la situation politique à Cuba, où il continue de travailler comme compositeur et arrangeur. Il devient une figure importante dans la scène musicale de Miami, une ville qui devient un centre pour la musique latine et cubaine après la révolution cubaine.
Touzet continue de jouer et d'enregistrer dans les années 1970 et 1980, mais son influence commence à décroître avec l'émergence de nouvelles générations de musiciens latins et de la musique salsa. Toutefois, il reste respecté parmi ses pairs pour ses contributions à l’évolution du jazz cubain et sa capacité à marier les traditions cubaines avec les sonorités modernes.

## Discographie sélective
- Cuban Fantasy (1956)
- René Touzet and His Orchestra (1960)
- Cuban Jazz at its Best (1964)
- A Tropical Night with René Touzet (1972)
- Cuban Rhapsody (1981)

### Influence et héritage
René Touzet est souvent cité comme l'un des pionniers de l’intégration du jazz et de la musique cubaine. Son travail d’arrangeur et de compositeur a inspiré de nombreux musiciens latins et jazzmen, y compris des artistes comme Arturo Sandoval et Chucho Valdés.
Bien qu'il ne soit pas aussi connu que certains de ses contemporains, comme Tito Puente ou Desi Arnaz, son influence dans l'histoire de la musique latine et du jazz est indéniable. Il a été un innovateur dans l’adaptation des rythmes cubains aux formes du jazz, et il a joué un rôle fondamental dans l'internationalisation de la musique cubaine.

## Vie personnelle
René Touzet était connu pour sa nature discrète et réservée. Il était marié et père de famille. Après avoir quitté Cuba, il s’installe à Miami. René Touzet avait un frère, Rodolfo Touzet-Monte Jr., nommé d’après leur père Rodolfo Touzet-Monte, ainsi qu’une sœur, Oilda Touzet-Monte. Leur père était marié à Celia Monte Jil.

## Décès
René Touzet est décédé de une complication cardiaque le 28 août 2003 à Miami, Floride, à l'âge de 89 ans. Son héritage reste présent dans les archives de la musique latine et dans les écoles de musique, où ses compositions et arrangements sont toujours étudiés.

### Disques GNP Crescendo

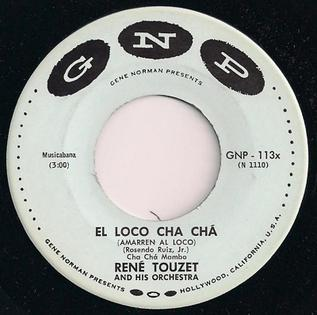
GNP 113 – "El Loco Cha Cha" (1956)

- GNP 113 – "El Loco Cha Cha" (1956)Le Cha Cha Cha et le Mambo [également publié sous le titre Le Charme du Cha Cha Cha ] (GNP-14, 1955)
- De Broadway à La Havane (GNP-22, 1957)
- Cha Cha Cha pour les amoureux (GNP-29, 1957)
- M. Cha Cha Cha (GNP-36, 1958)
- René Touzet et son orchestre jouent pour danser au Crescendo sur le célèbre Sunset Strip (GNP-40, 1959)
- Touzet Trop ! (PNB-49, 1960)
- Les Intemporels à la Touzet (GNP-52, 1961)
- La Pachanga (GNP-57, 1961)
- Pachanga Différent ! (PNB-61, 1961)
- Les plus grands succès latins ! (GNP-74, 1962) compilation
- Touzet va au cinéma (GNP-81, 1962)
- Bossa Nova ! Du Brésil à Hollywood (PNB-87, 1963)
- Compilation du meilleur de René Touzet et son orchestre (GNPS-2000, 1964)